# 염화 은
염화 은(영어: Silver chloride)은 물에 잘 녹지 않는 염으로, 유명한 앙금 생성 반응 물질이다. 용해도곱상수는 Ksp = 4.0×10-10이고 용해도는 0.52mg/물 100g(50 °C일 때)이다.
은 이온과 염화 이온이 반응하여 흰색 앙금인 염화 은이 생성된다.

## 생성 반응
생성 반응은 다음과 같다.
- XCl + AgNO3 → XNO3 + AgCl↓(X : 알칼리 금속)

## 구조 및 반응
- AgCl(s) + Cl−(aq) → AgCl2−(aq)
- AgCl(s) + 2S2O32−(aq) → [Ag(S2O3)2]3−(aq) + Cl−(aq)
- AgCl(s) + 2NH3(aq) → [Ag(NH3)2]+(aq) + Cl−(aq)

## 화학
알짜이온 반응식은 다음과 같다.
- Ag+(aq) + Cl−(aq) → AgCl(s)

## 용도
햇빛에 노출시키면 은이 유리되어 검게 변하므로, 감광지의 원료나 사진 등에 쓰인다.

## 같이 보기
- 감광유리